# 布利机场
布利机场（印尼语：Bandar Udara Buli）是印度尼西亚北马鲁古省东哈马黑拉县马巴的一座机场，位于布利湾（Teluk Buli）以北。

## 航空公司和目的地
| 航空公司 | 目的地   |
| -------- | -------- |
| 风翼航空 | 特尔纳特 |

## 资料来源
- （印尼文） Direktorat Jenderal Perhubungan Udara （页面存档备份，存于）